# Ticlopidine
La ticlopidine est une molécule de la famille des thiénopyridines. Elle agit chez l'homme comme un inhibiteur de l'agrégation des plaquettes. À cause d'une demi-vie assez longue, cet effet d'inhibiteur des plaquettes persistera pour sept à dix jours après la fin de l'administration du médicament.
De multiples études ont montré son utilité pour la prévention d'événements vasculaires mortels et non mortels chez les patients qui ont eu un accident vasculaire cérébral, chez les personnes ayant des antécédents d'accidents ischémiques transitoires, ou d'angine instable. Elle peut aussi empêcher l'occlusion d'un pontage aorto-coronarien et elle réduit le nombre de patients avec une claudication intermittente. Elle réduit la taille d'un infarctus du myocarde. Elle permet aussi la diminution du nombre d'événements cardiaques ainsi que les épisodes de thrombose (quand elle est utilisée en combinaison avec de l'aspirine) après un stenting coronarien. 

## Spécialités contenant de la ticlopidine
- Médicaments contenant de la ticlopidine commercialisés en France[5] :
  - Ticlid
  - Ticlopidine générique[6] des laboratoires : Actavis, EG[7], Mylan, Qualimed, Sandoz et Teva.